# كهف كريستال (أوهايو)
كهف كريستال (بالإنجليزية: Crystal Cave)‏؛ هو كهف يقع في مقاطعة أوتاوا في الولايات المتحدة.

## السياحة
يعد «كهف كريستال» أحد مواقع الجذب السياحي في مقاطعة أوتاوا في ولاية أوهايو الأمريكية.